# 東京帝国大学 LB-2
LB-2は、日本の東京帝国大学（現東京大学）で設計され、日本航空工業（現日産車体）が製作した軽飛行機。

## 概要
東京帝大の学生航空研究会は、1936年（昭和11年）に研究実習として自主的にLB-2の企画を立ち上げ、1937年（昭和12年）5月頃より航空研究所の木村秀政技師の指導、和田小六所長の支援の下、1938年（昭和13年）から1939年（昭和14年）卒業の十数名の学生が、阿曾真一郎をリーダーとしてリレー方式で設計などの作業を行った。実機の製作は日本航空工業の平塚工場で行われ、1939年12月初頭に1機が完成。その後、羽田飛行場にて同年12月17日あるいは12月18日に初飛行した。与えられた機体記号は「J-BBFI」。
機体は木製あるいは木金混製の骨組に羽布張り、半片持式の高翼を持つ単発単葉機で、グライダーと同レベルまで構造を繊細にするとともに、低出力のエンジンでも運用できるように軽量化が図られている。全体的には「堅実保守的」と評される形式だったが、当時の日本では珍しかったNACA 23012を翼型とする楕円テーパー翼を主翼に、透明板をコックピットの前面と側面に用いるなど、学生の設計という出自故に各部に先進的な要素を採用していた。機体は「東大色」のライトブルーで塗装されており、機体名の「LB」もこの東大色に由来する。座席配置はタンデム複座だが、これは設計時の第2案であり、機体名の「2」の由来となった。なお、第1案は並列複座だった。
エンジンは、プー・ド・シェルといった軽飛行機向けに日本飛行機がフランスから輸入していたトラン「6C-01」を装備していたが不調が常態化しており、LB-2は試作のみに終わった。現役当時の世間からの評価については、エンジン不調によって飛行回数が少なく知名度に乏しかったとも、設計を学生が行ったことから人気があったとも言われる。

## 諸元
出典：『日本航空機総集 九州・日立・昭和・日飛・諸社篇』 178,180頁、『日本航空機大図鑑 1910年ー1945年 下巻』 236頁、『日本民間航空史話』 494頁。
- 全長：7.59 m
- 全幅：11.30 m[2][4]あるいは13.00 m[1]
- 全高：3.09 m
- 主翼面積：16.0 m2
- 自重：246 kg[1][2]あるいは280 kg[4]
- 全備重量：460 kg[1][2]あるいは480 kg[4]
- エンジン：トラン 6C-01 空冷倒立6気筒（60 hp） × 1
- 最大速度：176 km/h
- 巡航速度：144 km/h
- 実用上昇限度：4,800 m
- 航続距離：564 km
- 翼面荷重：28.8 kg/m2
- 乗員：2名